# District de Gwembe
Le district de Gwembe est un district de Zambie, situé dans la Province Méridionale. Sa capitale se situe à Gwembe. Selon le recensement zambien de 2000, le district a une population de 34 133 personnes.